# Douglas Urbanski
Douglas Urbanski (* 17. Februar 1957 in Somerville, New Jersey) ist ein US-amerikanischer Film- und Theaterproduzent, der auch gelegentlich als Schauspieler und Radiomoderator in Erscheinung tritt. Urbanski ist der langjährige Manager von Gary Oldman und produzierte zahlreiche Filme, in denen dieser auftrat. Er ist Betreiber der Talentmanagementagentur Douglas Management Group, Ltd.

## Leben
Douglas Urbanski studierte in den späten 1970er Jahren Theaterwissenschaften an der New York University. Nach seinem Abschluss wurde er Assistent des Geschäftsführers bei der Off-Broadway-Produktion Getting Out am Theatre de Lys. Danach produzierte er mit Robert A. Buckley zahlreiche Theaterinszenierungen als Buckley & Urbanski. Beide fungierten zu dieser Zeit auch als Co-Geschäftsführer des Wang Center for the Performing Arts in Boston.
1991 gründete er die Talentmanagementagentur Douglas Management Group, Ltd., mit der er Schauspieler, Drehbuchautoren und Regisseure vertritt. Weiterhin betreibt Urbanski das Media- und Marketingberatungsunternehmen DMG Media Consultants. Gemeinsam mit Gary Oldman gründete Urbanski 1996 die Filmproduktionsgesellschaft SE8 Group. Ihre erste gemeinsame Produktion war Oldmans Regiedebüt Nil by Mouth. Für das Churchill-Biopic Die dunkelste Stunde war Urbanski bei der Oscarverleihung 2018 gemeinsam mit Tim Bevan, Eric Fellner, Lisa Bruce und Anthony McCarten in der Kategorie Bester Film nominiert. Er konnte den Preis nicht gewinnen, aber Gary Oldman wurde für den gleichen Film als Bester Hauptdarsteller ausgezeichnet. In seiner Oscar-Rede dankte Oldman an erster Stelle seinem Freund Douglas Urbanski für die langjährige Unterstützung.
Gelegentlich tritt Urbanski auch als Schauspieler auf. So übernahm er in David Finchers The Social Network die Rolle des Harvard-Präsidenten Lawrence Summers. In der Neuverfilmung RoboCop war er 2014 als Bürgermeister Durant zu sehen.
Urbanski hat außerdem gelegentliche Gastauftritte als Radiomoderator in den konservativen Radioshows von Rush Limbaugh, Bill O’Reilly, Dennis Miller, Laura Ingraham, Fred Thompson oder Michael Savage.
Er ist mit der Fernsehproduzentin und Drehbuchautorin Diane Wilk verheiratet.

## Filmografie (Auswahl)
Produzent
- 1997: Nil by Mouth
- 2000: Rufmord – Jenseits der Moral (The Contender)
- 2001: Nobody’s Baby
- 2003: Tiptoes
- 2017: Die dunkelste Stunde (Darkest Hour)
- 2020: Mank

Executive Producer
- 1999: Plunkett & Macleane – Gegen Tod und Teufel (Plunkett & Macleane)
- 2005: Dead Fish
- 2006: Backwoods – Die Jagd beginnt (Bosque de sombras)
- 2011: Dame, König, As, Spion (Tinker Tailor Soldier Spy)
- 2013: Paranoia – Riskantes Spiel (Paranoia)
- 2015: Kind 44 (Child 44)
- 2015: Man Down
- 2016: Das Jerico Projekt (Criminal)
- 2017: Den Sternen so nah (The Space Between Us)
- 2017: Killer’s Bodyguard (The Hitman’s Bodyguard)
- 2018: Hunter Killer
- 2019: Killers Anonymous – Traue niemandem (Killers Anonymous)
- 2019: Die Geldwäscherei (The Laundromat)
- 2019: The Courier – Tödlicher Auftrag (The Courier)
- 2021: Crisis
- 2021: Slow Horses (Fernsehserie, 6 Episoden)

Schauspieler
- 1990: Megaville
- 2000: Rufmord – Jenseits der Moral (The Contender)
- 2009: Na pude aneb Kdo má dneska narozeniny? (Sprecher)
- 2010: The Social Network
- 2014: RoboCop
- 2019: The Ship – Das Böse lauert unter der Oberfläche (Mary)

## Theater (Auswahl)
Produzent
- 1982–1983: Whodunnit (Biltmore Theatre)
- 1984: Beethoven’s Tenth (Nederlander Theatre)
- 1984: A Woman of Independent Means (Biltmore Theatre)
- 1985: Strange Interlude (Nederlander Theatre)
- 1985: Aren't We All? (Brooks Atkinson Theatre)
- 1985–1986: Benefactors (Brooks Atkinson Theatre)
- 1986–1987: Wild Honey (Virginia Theatre)
- 1987: Blithe Spirit (Neil Simon Theatre)

Executive Producer
- 1983: Show Boat (Uris Theatre)

## Auszeichnung
- 1997: British Academy Film Award in der Kategorie Alexander Korda Award for the Outstanding British Film of the Year für Nil by Mouth (mit Luc Besson und Gary Oldman)[5]